# STS-106
STS-106 va ser una missió realitzada pel transbordador espacial Atlantis, el qual es va acoblar a l'Estació Espacial Internacional i li va lliurar subministraments i instal·lar el mòdul Zvezdà.

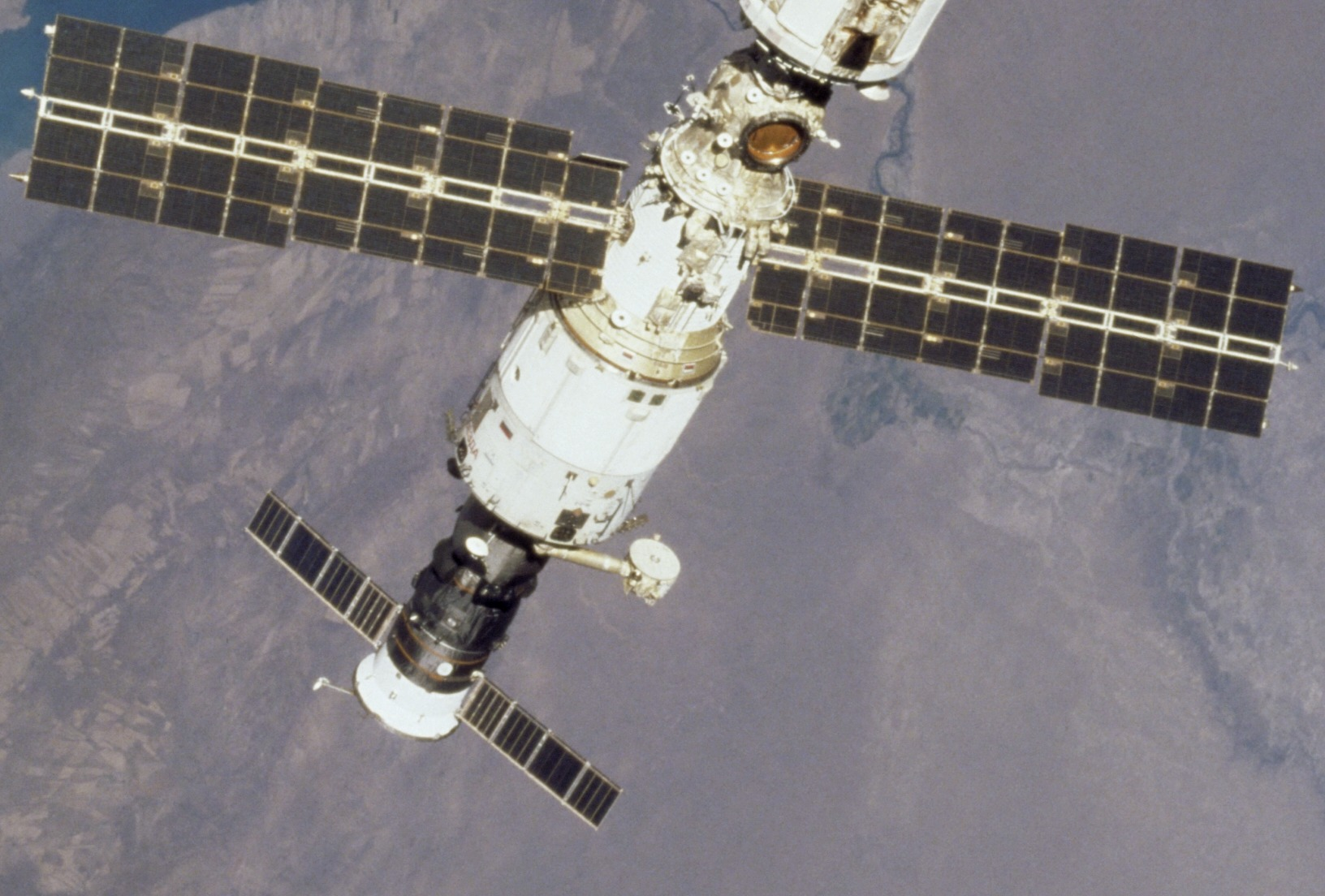
El mòdul Zvezdà amb una nau Progress acoblada

L'objectiu d'aquesta missió va ser preparar l'estació per l'arribada de la primera expedició, l'expedició 1. També instal·lar el mòdul Zvezdà en un passeig espacial realitzat l'11 de setembre.
El Transbordador Atlantis va estar prop de 12 dies en òrbita en aquesta missió, dels quals set va estar acoblat amb la ISS. Mentre es trobava acoblat, Lu i Malenchenko realitzar l'Activitat extravehicular en el qual instal·lar cables de comunicacions, d'energia i de dades.
La tripulació va instal·lar també bateries, convertidors d'electricitat, un excusat i una cinta per córrer (realitzar exercicis). Ells també van lliurar més de 2.933 kg de subministraments. Durant la missió l'Atlantis elevà l'òrbita de la ISS en 22,4 km.
Després del desacoblament, el pilot Scott Altman va allunyar al transbordador a 137 metres de l'estació i va realitzar una inspecció al voltant d'aquest, mentre que els altres tripulants documentaven la configuració de l'estació.

## Tripulació
- Terrence W. Wilcutt (4), Comandant
- Scott D. Altman (2), Pilot
- Daniel C. Burbank (1), especialista de missió
- Richard A. Mastracchio (1), especialista de missió
- Boris V. Morukov (1), especialista de missió -
- Edward T. Lu (2), especialista de missió
- Yuri I. Malenchenko (2), especialista de missió -

() nombre de vols realitzats incloent la missió STS-106.

## Paràmetres de la missió
- Massa:
  -  Al llançament: 115.259 kg
  -  A aterratge: 100.369 kg
  -  Càrrega: 10.219 kg

- Perigeu: 375 km
- Apogeu: 386 km
- Inclinació: 51,6°
- Període: 92.2 min

### Acoblament amb la ISS
- Acoblament: 10 de setembre de 2000, 05:51:25 UTC
- Desacoblament: 18 de setembre de 2000, 03:46:00 UTC
- Temps d'acoblament: 7 dies, 21 h, 54 min, 35 s

### Passejades espacials
- Lu i Malenchenko - EVA 1
- EVA 1 Començament: 11 de setembre de 2000 - 04:47 UTC
- EVA 1 Fi: 11 de setembre de 2000 - 11:01 UTC
- Durada: 6 h, 14 min